# Аль-Батін (футбольний клуб)
«Аль-Батін» (араб. نادي الباطن) — саудівський футбольний клуб з міста Хафар-ель-Батін, заснований 1979 року.

## Історія
«Аль-Батін» був заснований в 1979 році. У 2008 році він вийшов у Другий дивізіон. За підсумками сезону 2010/11 «Аль-Батін» переміг у групі B Другого дивізіону і вийшов у Перший. Наступні чотири роки команда грала роль середняка у другій за значимістю лізі Саудівської Аравії.
У чемпіонаті 2015/16 «Аль-Батін» посів третє місце, що давало право зіграти у стикових матчах з 12-ю командою Саудівської Про-ліги, якою став «Ар-Раїд». У першому поєдинку «Аль-Батін» здолав вдома супротивника з рахунком 2:1, але в матчі-відповіді був розгромлений з рахунком 1:4 і, здавалося, втратив путівку у вищу лігу. Однак через договірний матч переможець Першого дивізіону «Аль-Муджаззаль» був відправлений у Другий дивізіон, а 2-ге місце і вихід у найвищу лігу перейшли до «Аль-Батіна».
Команда під керівництвом єгипетського тренера Аделя Абдельрахман, учасника чемпіонату світу 1990 року, зіграла свій перший матч на найвищому рівні 11 серпня, провівши його в гостях проти найбільш титулованого і популярного клубу країни, «Аль-Гіляля», поступившись йому з рахунком 0:2. Але вже в наступному турі «Аль-Батін» зумів здобути свою першу перемогу у лізі, несподівано вдома здолавши також один з традиційно провідних клубів Саудівської Аравії «Аш-Шабаб», завдяки єдиному голу бразильського нападника Жорже Сілви на третій хвилині матчу.
У перших двох сезонах клуб зберігав прописку в еліті, займаючи 12 та 11 місця відповідно, втім у третьому сезоні 2018/19 команда зайняла передостаннє 15 місце і вилетіла з Про-ліги.

## Відомі гравці
- Аймен Матлуті
- Гільєрме Шеттіне